# クイズ天下一品博物館
『クイズ天下一品博物館』（クイズてんかいっぴんはくぶつかん）は、1996年5月22日から同年8月21日までTBS系列局で放送されていたTBS製作のクイズ番組である。雪印グループ（雪印乳業と雪印食品）の単独提供。放送時間は毎週水曜 19:00 - 19:54 （日本標準時）。

## 概要
世界中のプレミアグッズとその所有者が集結し、「夢のお宝ショップ」をスタジオに開店。コレクターたちが登場し、そのコレクションにまつわるエピソードをクイズ形式で紹介するという内容。『開運!なんでも鑑定団』（テレビ東京）のTBS版といった感じの番組だった。

## 出演者

### 司会
- 板東英二
- 森口博子

### 解答者
- 田代まさし
- 島崎和歌子
- ゲスト解答者